# Малорязанцівська селищна рада
| Малорязанцівська селищна рада — орган місцевого самоврядування у Попаснянському районі Луганської області з адміністративним центром у смт Малорязанцеве. Історична дата утворення: в 1938 році. Селищній раді підпорядковані населені пункти: - смт Малорязанцеве - с-ще Лисичанський - с-ще Тополівка |

## Склад ради
Рада складається з 16 депутатів та голови.

### Керівний склад ради
| ПІБ                    | Основні відомості                                                                    | Дата обрання | Дата звільнення |
| ---------------------- | ------------------------------------------------------------------------------------ | ------------ | --------------- |
| Новак Юрій Миколайович | Селищний голова, 1961 року народження, освіта, член народної партії                  | 26.03.2006   | 31.10.2010      |
| Новак Юрій Миколайович | Селищний голова, 1961 року народження, освіта середня загальна, член Партії регіонів | 31.10.2010   |                 |

Примітка: таблиця складена за даними джерела